# Fabiola Ibarra
Fabiola Ibarra Muro (Guadalajara, 2 febbraio 1994) è una calciatrice messicana, attaccante del Pachuca e della nazionale messicana.

## Carriera

### Club
Dopo aver avuto le prime esperienze nel gioco del calcio in Messico con il CEFOR Guadalajara, Fabiola Ibarra decide di approfondire gli studi negli Stati Uniti d'America, al Cerritos College di Norwalk, California, giocando con la sezione di calcio femminile dell'istituto, per poi trasferirsi, nel 2014, al neoistituito Tijuana Xolas USA, squadra messicana iscritta al campionato di Women's Premier Soccer League (WPSL) in estate e alla Liga Mayor Femenil in inverno, che in quella stagione terminano a mezza classifica nella competitiva Pac-South division.
Nel maggio 2016 sottoscrive un contratto con il Michigan Chill SC rimanendo ancora negli Stati Uniti per disputare un'altra stagione in WPSL.
Nell'aprile 2017 accetta la proposta della sua precedente squadra iscritta alla nuova prima serie del campionato messicano, la Liga MX Femenil, che, diventata la sezione femminile del Club Tijuana maschile, abbandona la vecchia denominazione Tijuana Xolas. Tuttavia già a giugno 2017 decide di trasferirsi al Tigres UANL di Monterrey, squadra con la quale vince il campionato 2018 Clausura nella sua stagione inaugurale, scendendo in campo in 16 occasioni, alle quali si aggiungono le 3 presenze e le 3 reti realizzate in Copa Liga MX Femenil 2017.
Nel giugno 2018 decide di lasciare il Tigres UANL per trasferirsi all'Atlas nella sua città natale, Guadalajara.

### Nazionale
Ibarra inizia ad essere convocata dalla federazione calcistica del Messico (Federación Mexicana de Fútbol Asociación - FEMEXFUT) dal 2006, per indossare la maglia della formazione Under-17. Con la Under-17 disputa il campionato nordamericano della Costa Rica 2010, valido anche come fase di qualificazione al campionato mondiale di Trinidad e Tobago 2010, dove la sua squadra termina il torneo al secondo posto dietro al Canada ottenendo quindi l'accesso alla fase finale.
Inserita nuovamente in rosa dal selezionatore Saúl Reséndiz, condivide il cammino della sua squadra che, inserita nel gruppo B, riesce a vincere, per 4-1, solo l'incontro con il Sudafrica, perdendo con la Germania 9-0 e con la Corea del Sud, che si laureerà poi campione del Mondo, per 4-1. Ibarra viene impiegata solo in quest'ultima partita, rilevando Tanya Samarzich al 55'.
In seguito viene inserita in rosa dal selezionatore Christopher Cuellar nella rosa della formazione Under-20 impegnata nel campionato nordamericano delle Isole Cayman 2014, valido anche come fase di qualificazione al campionato mondiale di Canada 2014, dove la sua squadra termina il torneo al secondo posto dietro agli Stati Uniti ottenendo quindi l'accesso alla fase finale. Durante il mondiale Cuellar la impiega in tutti i tre incontri giocati dal Messico nel gruppo C, aprendo anche le marcature nel primo incontro del girone eliminatorio, il 6 agosto, segnando la rete del vantaggio messicano al 23', incontro poi pareggiato con le avversarie della Nigeria. La squadra si rivela competitiva, riuscendo a pareggiare con il medesimo risultato anche con l'Inghilterra, tuttavia la sconfitta per 2-1 con la Corea del Sud gli preclude il passaggio del turno e Ibarra e compagne sono costrette ad abbandonare il torneo.
Nel 2015 il selezionatore Leonardo Cuéllar la inserisce nella rosa definitiva stilata il 20 maggio 2015 della nazionale maggiore qualificata al Mondiale di Canada 2015. Inserito nel gruppo F con Colombia, Inghilterra e Francia, il Messico riesce solo a pareggiare 1-1 con la prima e a perdere gli altri due incontri venendo così eliminato alla fase a gironi. Assieme a Verónica Pérez, Ibarra segna una delle due uniche reti realizzate dalla sua nazionale durante il torneo, quella che al 90+1' riduce le distanze nell'incontro del 13 giugno 2015 perso 2-1 con l'Inghilterra.
Al termine del torneo Ibarra e compagne rimangono in Canada per i XVII Giochi panamericani dove nel torneo di calcio femminile conquistano la medaglia di bronzo.

## Palmarès

### Club
- Campionato messicano: 1

Tigres UANL: Clausura 2018